# Usechus sasajii
Usechus sasajii là một loài bọ cánh cứng trong họ Zopheridae. Loài này được Saito miêu tả khoa học năm 1999.